# 宋雨桂
宋雨桂（1940年—2017年5月15日），号雨鬼，男，汉族，山东临邑人，中华人民共和国美术家、政治人物，辽宁省美术馆馆长，第十一届全国政协委员。

## 生平
2008年，当选第十一届全国政协委员，代表文化艺术界，分入第二十八组。